# Jonas S. Rasmussen
Jonas Severin Rasmussen, född 4 augusti 1850 i Bergen, död 9 augusti 1905 i Kristiania, var en norsk ämbetsman.
Rasmussen avlade ämbetsexamen i reallärarfacket 1875 och blev påföljande år adjunkt i Kristiansand. År 1878 studerade han med offentligt stipendium tekniskt skolväsende i Tyskland, Österrike och Frankrike samt anställdes 1879 vid sjökrigsskolan i Horten. Under de år, som han innehade denna befattning, innehade han flera gånger stipendier för att i utlandet sätta sig in i framsteg på elektricitetens område och han innehade även en rad kommunala förtroendeuppdrag. År 1892 utnämndes han till direktör för Norges telegrafväsende efter dess grundläggare Carsten Tank Nielsen. Samma år blev han ordförande i en departementskommitté för att utreda statens roll i telefonväsendet. Han bedrev ett omfattande och framgångsrikt arbete i syfte att i stor utsträckning inordna landets snabbt växande telefonnät under statstelegrafens administration. Han bidrog i hög grad till att främja dessa kommunikationsmedels utbredning, även om hans starkt centraliserande strävanden på detta område utsattes för en inte alltid välvillig kritik från statsdriftens motståndare. Han representerade Norge vid en rad utländska vetenskapliga eller tekniska möten angående telegraf- och telefonväsende, bland annat vid de internationella telegrafkonferenserna i Budapest 1896 och i London 1903; han var även Honorary Secretary and Treasurer för Norge för The Institution of Electrical Engineers i London. Han författade, förutom med berättelser och åtskilliga bidrag till tidningar och tidskrifter, bland annat en avhandling om teorin för fartygs jämvikt och rörelse.